# Паскента (Каліфорнія)
Паскента (англ. Paskenta) — переписна місцевість (CDP) в США, в окрузі Техама штату Каліфорнія. Населення — 110 осіб (2020).

## Географія
Паскента розташована за координатами 39°53′0″ пн. ш. 122°32′45″ зх. д. / 39.88333° пн. ш. 122.54583° зх. д. (39.883275, -122.545834).  За даними Бюро перепису населення США в 2010 році переписна місцевість мала площу 2,80 км², уся площа — суходіл.

## Демографія
Згідно з переписом 2010 року, у переписній місцевості мешкало 112 осіб у 46 домогосподарствах у складі 32 родин. Густота населення становила 40 осіб/км².  Було 51 помешкання (18/км²).
Расовий склад населення:
| - 84,8 % — білих - 7,1 % — осіб інших рас |

До двох чи більше рас належало 8,0 %. Частка іспаномовних становила 17,0 % від усіх жителів.
За віковим діапазоном населення розподілялося таким чином: 17,0 % — особи молодші 18 років, 61,6 % — особи у віці 18—64 років, 21,4 % — особи у віці 65 років та старші. Медіана віку мешканця становила 51,0 року. На 100 осіб жіночої статі у переписній місцевості припадало 103,6 чоловіків;  на 100 жінок у віці від 18 років та старших — 93,8 чоловіків також старших 18 років.
Середній дохід на одне домашнє господарство  становив 33 444 долари США (медіана — 37 656), а середній дохід на одну сім'ю — 39 575 доларів (медіана — 40 000). За межею бідності перебувало 8,3 % осіб, у тому числі 0,0 % дітей у віці до 18 років та 12,5 % осіб у віці 65 років та старших.
Цивільне працевлаштоване населення становило 25 осіб. Основні галузі зайнятості: роздрібна торгівля — 28,0 %, транспорт — 24,0 %, будівництво — 16,0 %, сільське господарство, лісництво, риболовля — 16,0 %.